# Moslimraad van België
De Moslimraad van België vzw (MRB), in het Frans Conseil Musulman de Belgique (CMB) is een Belgische vereniging van moslims in België.  
De MRB werd opgericht op 14 mei 2023, en officieel geregistreerd op 6 juni 2023. Voorzitter is de Antwerpse Esma Uçan, voorzitster van de islamitisch geïnspireerde studentenvereniging Mahara. Tot de vier stichtende leden behoren voorts professor islamologie Michaël Privot (ULiège) en Mimoun Aquichouh, de imam van Vilvoorde, en Taha Zaki.
Federaal minister van Justitie Vincent Van Quickenborne erkende bij K.B. van 12 juni 2023 de Moslimraad van België vzw (MRB) als voorlopig representatief orgaan voor de islamitische eredienst in België. De maatregel volgde op een verzoek tot kritische doorlichting van de minister bij de Staatsveiligheid, meer bepaald inzake buitenlandse inmenging bij de Moslimexecutieve: “Er zijn rapporten uit ons land, maar ook uit het buitenland, waaruit blijkt dat organisaties als Diyanet (Turkije) en de Rassemblement des Musulmans de Belgique (Marokko) vehikels zijn voor buitenlandse overheden die de greep houden op de [Belgische] moslimgemeenschap.” De wissel van erkenning  leidde tot controverse in de moslimwereld. De erkenning van de MRB werd effectief vanaf 14 september 2023.
De vzw Moslimraad van België wou dat de Vlaamse Regering hen erkende als enige bevoegde instantie voor het islamitische godsdienstonderwijs. Op 9 februari 2024 besliste de Vlaamse regering om daar niet op in te gaan en behield de erkenning van vzw Centrum Islamonderwijs voor de periode 2024-2028.